# Comuna Bîșkiv, Jovkva
Bîșkiv (în ucraineană Бишків) este o comună în raionul Jovkva, regiunea Liov, Ucraina, formată din satele Bîșkiv (reședința), Bobroiidî, Bucimî, Kulînîci, Lușciîkî, Mîleavo și Pîreatîn.

## Demografie
Componența lingvistică a comunei Bîșkiv
     Ucraineană (99,81%)
     Alte limbi (0,19%)
Conform recensământului din 2001, majoritatea populației comunei Bîșkiv era vorbitoare de ucraineană (99,81%), existând în minoritate și vorbitori de alte limbi.